# 谭松
谭松（1955年11月26日—），出生于重庆。中国作家、编辑、教授。重庆市作家协会会员，独立中文笔会副会长。曾任《重庆与世界》杂志执行主编，先后在重庆建筑高等专科学校、西南大学育才学院、重庆师范大学涉外商贸学院任教，以重庆长寿湖右派调查、重庆土改调查、大邑刘文彩庄园收租院泥塑真相调查知名，也由此遭打压以至关押，被学校解聘开除，被迫流亡美国。

## 生平

### 童年时期
谭松于1955年在重庆出生。他的父亲谭显殷在当时是中国共产主义青年团重庆市委宣传部长。1957年，谭显殷前往北京参加共青团第三次全国代表大会，在四川代表会上，他说：“这次会缺乏民主。”此后谭松的父亲被打为中共右派，下放到重庆当时的劳改基地长寿县长寿湖。

### 参加工作并研究中国抗战和右派
1980年代，谭松在重庆建筑高等专科学校任教。1990年代，他先后担任了《渝州世界》报、《重庆与世界》杂志、《中华手工》杂志的主编。2000年，他在担任《重庆与世界》杂志主编期间做了一期抗战陪都专辑。由于被全面肯定的抗战中心是重庆而非延安，与中国共产党所强调的抗战中心和领导者有所不同，他被迫辞职。

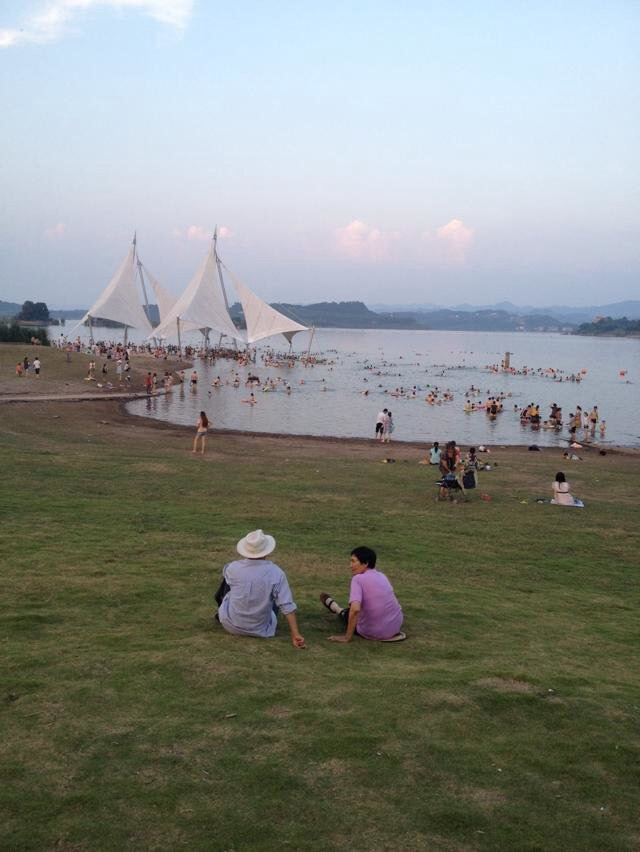
现在的长寿湖

他在校期间主要传授西方文化、业余时间研究历史，先后进行了重庆长寿湖右派调查、重庆大轰炸、地主刘文彩等历史事件的调查。自2001年起，他花了三年多的时间展开了长寿湖右派的调查，完成了50万字的《长寿湖：一九五七年重庆长寿湖右派采访录》。在此期间，与朋友王康合作制作了一套五集关于重庆陪都抗战八年的历史纪录片《重庆大轰炸》，因身份敏感，被迫在片尾制作人员名单中使用笔名“木公”。2002年7月2日，遭到了当局“收集社会黑暗面”的指控，以“颠覆国家政权罪”被拘留并关押了32天，后以取保候审一年获释。

### 研究土地改革运动

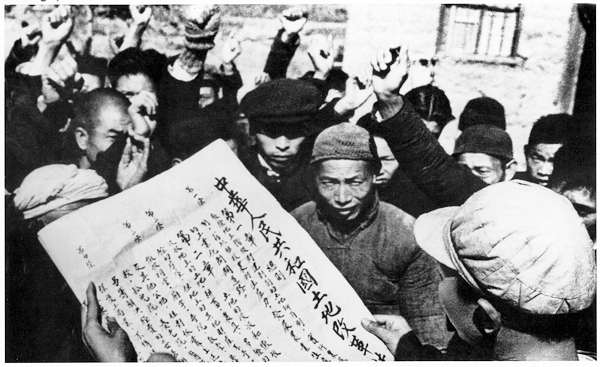
土改工作人员向农民宣传《土地改革法》。

2003年，谭松开始对川东地区（原四川东部、今大重庆地区）的土改历史展开了调查研究。1950年底到1952年底，川东和中国的其他地区均展开了土地改革运动。中国的农村结构发生了巨大的变化，地主和富农遭到了杀害、严刑等处置。中国官方认为土改是中共建政之初的功绩，而除了官方叙述外，极少有学者触碰这段历史。他耗费了14年的时间，采访了大量的土改亲历者，认为官方的叙述是“洗脑”。最终写下50余万字的口述史书稿《血红的土地》，记录了川东土改时发生的历史。此书触犯到了官方，和长寿湖一样没能在中国国内出版。
2013年，谭松在香港中文大学做了《川东地区的土地改革运动》的演讲，对外公布了部分调查研究成果。这引起了许多关注，谭松受到学校的约谈。
2017年4月，作家方方的新小说《软埋》因触及土改而遭到左派围攻，而该故事的背景正是谭松采访的川东地区。6月21日，谭松发表文章《读了“从<软埋>历史原型看方方的反共反革命历史观”之后》为方方辩护，认为小说中谈及的土改情况是基本符合历史事实的，为此，文章特意讲述了一个在土改中被“点天灯”的年轻姑娘的故事。一些亲共人士对此十分恼怒，“大學居然容忍這樣的教授存在”。大约两个星期后，谭松得知自己被学校解聘。对于开除，他表示“我不應對學校有絲毫怨言，相反，我應當感謝學校——直到現在才開除我”。同年被迫流亡美国，次年加入独立中文笔会。

## 获奖
- 独立中文笔会自由写作奖，2018年[4]。

## 主要著作
- . Trafford Publishing（特拉福德出版社）. 2011.ISBN 9781426989407
- . 暨南大学出版社. 2015.ISBN 9787566815828
- . 亞太政治哲學文化出版有限公司. 2019.ISBN 9789869692113

## 延伸阅读
- 重庆市人民政府外事侨务办公室. . ISSN 1007-7111.
- (PDF). 比较政策研究所: 共2页.   [2017-10-01]. （原始内容存档 (PDF)于2017-10-01）.